# (13562) Bobeggleton
(13562) Bobeggleton ist ein Asteroid des Hauptgürtels, der am 28. September 1992 von Astronomen der Spacewatch am Kitt-Peak-Nationalobservatorium (Sternwarten-Code 695) südwestlich von Tucson in Arizona entdeckt wurde.
Der Asteroid wurde am 18. März 2003 nach dem US-amerikanischen Künstler Bob Eggleton (* 1960) benannt, dessen Werk Themen aus den Bereichen Science-Fiction und Fantasy umfasst und mit den wichtigsten Preisen in diesen Bereichen ausgezeichnet wurde.
Der Himmelskörper gehört zur Themis-Familie, einer Gruppe von Asteroiden, die nach (24) Themis benannt wurde.